# Lophius

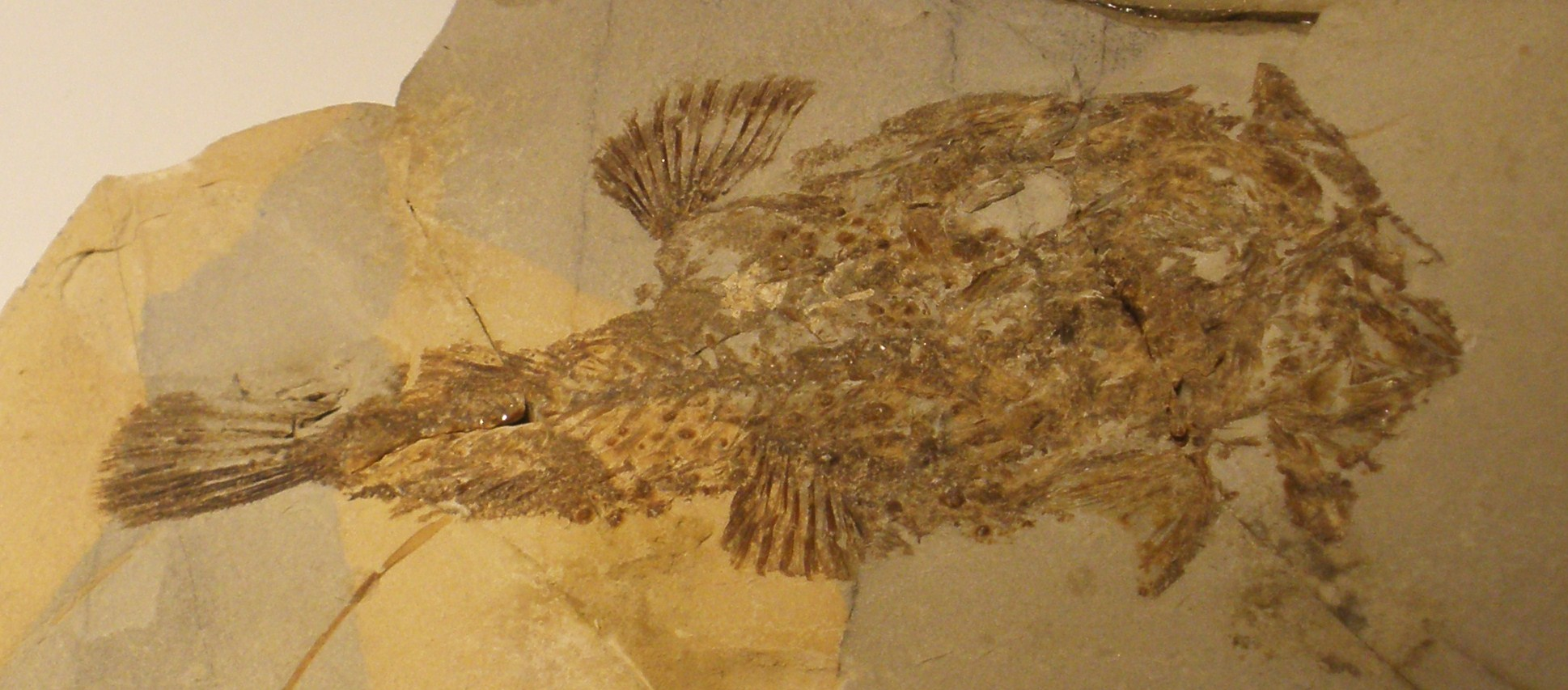
A fosszilis Lophius brachysomus

A Lophius a csontos halak (Osteichthyes) főosztályának sugarasúszójú halak (Actinopterygii) osztályába, ezen belül a horgászhalalakúak (Lophiiformes) rendjébe és a horgászhal-félék (Lophiidae) családjába tartozó nem.

## Tudnivalók
A Lophius-fajok a Lophius litulon kivételével - amely a Csendes-óceán északnyugati részén él -, az Atlanti-óceánban fordulnak elő. Eme halak hossza fajtól függően 50-200 centiméter közötti.

## Rendszerezés
A nembe az alábbi 7 élő faj és 1 fosszilis faj tartozik:
- Lophius americanus Valenciennes, 1837
- Lophius budegassa Spinola, 1807
- Lophius gastrophysus Miranda Ribeiro, 1915
- Lophius litulon (Jordan, 1902)
- európai horgászhal (Lophius piscatorius) Linnaeus, 1758 - típusfaj
- Lophius vaillanti Regan, 1903
- Lophius vomerinus Valenciennes, 1837

- †Lophius brachysomus